# Helene Bøksle
Helene Bøksle (Mandal, 1º aprile 1981) è una cantante norvegese.

## Biografia
All'età di 13 anni Helene Bøksle ha cantato alla cerimonia di assegnazione del premio Nobel per la pace. Nel 2003 ha preso parte al talent show di NRK Kjempesjansen, dove ha raggiunto la finale, piazzandosi al 4º posto.
Nel 2006 è uscito il suo album di debutto, Elverhøy, che ha raggiunto l'11ª posizione nella classifica norvegese e che ha fruttato alla cantante la sua prima candidatura ai premi Spellemann, il principale riconoscimento musicale norvegese, per il miglior album folk dell'anno. Verrà nuovamente candidata nel 2009 per il suo secondo album Morild, che ha inoltre debuttato al 25º posto in classifica. La cantante ha piazzato altri due dischi nella top 40 nazionale: l'album natalizio del 2009 Det hev ei rose sprunge, che ha raggiunto l'11º posto e ha venduto più di 60 000 copie, e l'album del 2013 Svalbard, che si è fermato alla 25ª posizione.
Nel 2010 la cantante è andata in tournée in Cina, dove ha eseguito 17 concerti. Alla fine dello stesso anno il suo concerto natalizio su NRK1 è stato seguito da 700.000 telespettatori. Nel 2011 ha partecipato al Melodi Grand Prix, il programma di selezione del rappresentante norvegese all'Eurovision Song Contest, dove è arrivata in finale con il suo inedito Vardlokk.

## Discografia

### Album in studio
- 2006 – Elverhøy
- 2009 – Morild
- 2009 – Det hev ei rose sprunge
- 2013 – Svalbard
- 2014 – Godnatt, min skatt
- 2016 – Sanger fra vår ø (con Ivar Bøksle)
- 2018 – The Blue Wave

### Raccolte
- 2020 – Min musikalske historie

### EP
- 2019 – Live in Symphony (con Espen Grjotheim)

### Singoli
- 2004 – Heiemo og nykkjen
- 2006 – Natta vi har
- 2010 – Hos mig (con David Urwitz)
- 2011 – Vardlokk
- 2013 – Drøymeland
- 2014 – Stormy Nights
- 2015 – Enten teller alle, eller ingenting
- 2016 – Bifrost
- 2016 – Tenn lys
- 2017 – Vi blir til her
- 2017 – Fagert er landet
- 2017 – Ved havet
- 2017 – The Blue Wave
- 2017 – The Spirit in the Snow

#### Come artista ospite
- 2013 – Last Night, Last Time (Emma Bates feat. Hanne Kolstø)